# Bethfagé

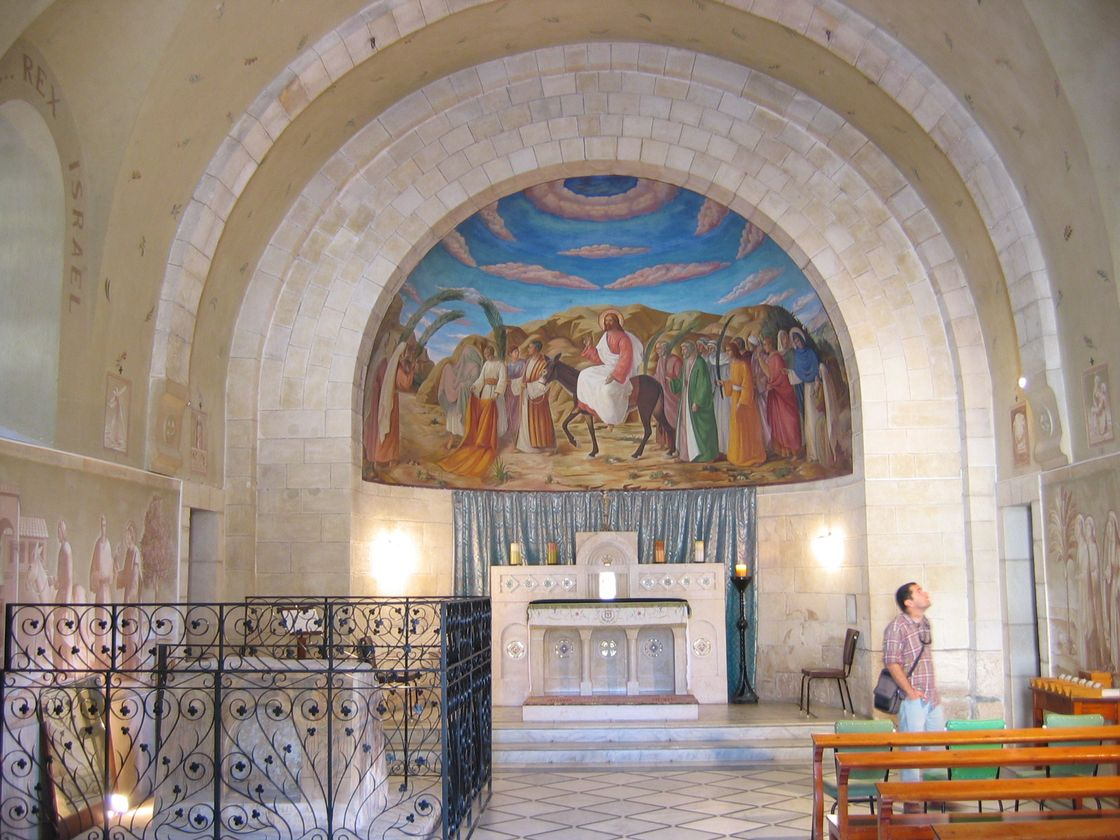
De kapel ter plekke.

Bethfagé, Beth-fagé, Beth-fage of Betfage (בית פגי; "huis van onrijpe vijgen") was een plaats in het oude Israël.
In de Bijbel wordt het driemaal genoemd in verband met Palmzondag; in of bij deze plaats geeft Jezus de opdracht aan twee discipelen om een ezelin en een veulen te halen voor zijn intrede in Jeruzalem.
- Mattheüs 21:1a: En als zij nu Jeruzalem genaakten, en gekomen waren te Bethfagé, aan den Olijfberg, toen zond Jezus twee discipelen. (SV)
- Markus 11:1: En toen zij Jeruzalem genaakten, te Bethfagé en Bethanië, aan den Olijfberg, zond Hij twee van Zijn discipelen uit. (SV)
- Lukas 19:29: En het geschiedde, als Hij nabij Bethfagé en Bethanië gekomen was, aan den berg, genaamd den Olijfberg, dat Hij twee van Zijn discipelen uitzond. (SV)

Het plaatsje lag (naar alle waarschijnlijkheid) op de Olijfberg, langs de weg van Jeruzalem naar Jericho, dicht bij Bethanië.